# 臨メイ県
臨洺県（りんめい-けん）は中華人民共和国河北省にかつて存在した県。現在の邯鄲市永年区南東部に相当する。
前漢により設置された易陽県を前身とする。隋朝が成立すると、586年（開皇6年）に邯鄲県、590年（開皇10年）に臨洺県と改称された。宋代の元祐年間に廃止された。